# Calciphila
Calciphila là chi thực vật có hoa trong họ Apocynaceae.